# Michał Bal
Michał Bal łac. Michael Bal de Russiaa vicarius provinciae Poloniae OM herbu Gozdawa (ur. w Nowotańcu, zm. 2 lutego 1496 w Krakowie) – polski duchowny katolicki, bernardyn, profesor Akademii Krakowskiej i kandydat na arcybiskupa Pragi, uczestnik kapituły generalnej w Neapolu w roku 1475, na synodzie w Łęczycy w roku 1484. Zakonnik i uczony cieszących się opinią świętości w konwencie krakowskim. 
Był synem Jana Bala z Nowotańca. W młodości Michał był dworzaninem króla Kazimierza Jagiellończyka. W wyniku niestosownego zachowania, jakim był pojedynek w obecności króla, dla odkupienia winy wstąpił do klasztoru Bernardynów w Krakowie. W roku 1465 jako diakon został wybrany gwardianem krakowskim, a w kilka lat później kaznodzieją w Krakowie. W roku 1471 mianowany przez króla Kazimierza Jagiellończyka opiekunem jego najstarszego syna Władysława w misji po koronę czeską do Pragi. W Pradze o. Michał wystąpił również w tym czasie przeciwko husytom, "gromiąc ich błędy". Prawdopodobnie krytyka husytyzmu "niewzruszona i wytrwała w stałości" podsunęła następnie królowi Władysławowi oraz panom praskim myśl, by o. Michał został arcybiskupem Pragi. Jednakże on rezygnuje z tej funkcji twierdząc, że nie ma święceń kapłańskich, a diakonem chciałby pozostać aż do śmierci. Gdy jednak i te argumenty nie pomogły, prosi władzę zakonu o przeniesienie, do Polski powraca w roku 1472. 29 września 1472 zostaje wybrany prowincjałem zakonu w Samborze a następnie w Bydgoszczy. W roku 1475 uzyskuje od papieża Sykstusa IV kolejne przywileje dla zakonu, a w roku 1484 przywilej uznania dnia Franciszka za święto kościelne. 
O. Michał prowadził procesy przeciwko biskupowi poznańskiemu Górce przed sądem papieskim. Jak podają metryki kościelne, "gorliwym kapłanom i zakonnikom utrudniał życie", m.in. Janowi z Dukli, Szymonowi z Lipnicy i Władysławowi z Gielniowa. W roku 1486 miał wyjechać z pielgrzymką do Jerozolimy, jednak z powodu choroby musiał pozostać w Polsce. Zmarł w Krakowie w roku 1496.